# 中西創新學院
中西創新學院成立於2001年，是澳門一所以「成人教育」為本位，「終身學習」為理念的私立高等院校。

## 願景、使命、核心價值

### 願景
- 堅持以人才培養、科研創新及學術交流，服務於澳門“一中心、一平臺、一基地”的歷史使命、粵港澳大灣區的發展戰略及國家“一帶一路”的倡議；
- 確定人才培養目標為“培養具中西跨文化素養及數位時代競爭力的創新型、國際化的中高級人才”；
- 秉承 “中西交融”、“創新為先”、“終身學習”等核心價值；
- 實現跨越式發展，力爭成為一所“中西融通、數位科技創新水準高及教學特色鮮明”的知名高等學府。

### 使命
中西學院致力於充分發揮“一國兩制”優勢，弘揚澳門中西融匯的特色，增進文化交流，促進學術研究，深化產學研合作，培育具有家國情懷、國際視野、跨文化溝通能力的創新應用型人才，推動澳門經濟適度多元可持續發展，服務粵港澳大灣區、國家“一帶一路”之所需，更好地融入國家發展大局，推動社會和經濟進步。

### 核心價值
中西融匯、創新為本、國際視野、追求卓越。

## 辦學理想
中西創新學院的辦學理想是在精選的學術研究領域中，以一般收費，而能為學生提供最高質素的教育。這些學術研究領域，都是基於澳門本身所具有長期積累的優勢和豐富的文化資源。中西創新學院成立是為回應旅遊博彩業急切發展需要而促成，以便提高澳門博彩業的人力資源質素。

## 行政領導
- 院長 ：仲偉合教授
- 副院長 ：蔡智明教授
- 助理院長：黃華博士

## 科创机构
- 數字酒店實驗室
- 機器人實驗室
- 跨域系統實驗室
- VR實驗室

## 設施
- 二十多個課室及圖書室
- 三個電腦室及語言教學室
- 行為模擬實驗室
- 禮堂 (可容納二百多人)

## 学位課程/副学士课程
- 旅遊娛樂業管理學士課程
- 管理學商學士課程
- 旅遊娛樂業管理商副學士課程
- 管理學商副學士課程
- 比較文化文副學士課程

## 短期课程
- 北斗导航与隐私保护
- 亲子教育
- 养老护理
- 时尚潮流

## 筹备課程
- 數字商務管理碩士學位課程(籌)
- 數字科技博士學位課程（籌)
- 數字技術與應用碩士學位課程(籌)
- 數字酒店與款待碩士學位課程(籌)
- 中西文化比較研究博士學位課程(籌)

## 申請條件
A.完成中學六年級/高中三年級/十二年級並取得畢業證書,内地居民持有澳門蓝卡。
B.僅限澳門居民:年滿23歲,具有關工作經驗者,可被豁免入學之學曆要求,但須參加入學測試。

## 学位课程学费
持有澳门身份证：全年学费33000澳门币
海外生及非澳门身份证：全年学费55000港币
注：澳娱综合员工入读该校，可获资助（需持有澳门身份证）

## 外部連結
- （页面存档备份，存于）